# Championnat du Pérou de football 1999
Navigation
Saison précédente Saison suivante
La saison 1999 du Championnat du Pérou de football est la soixante-et-onzième édition du championnat de première division au Pérou. La compétition regroupe les douze meilleures équipes du pays.
La saison est scindée en deux tournois indépendants :
- Tournoi ouverture : les douze équipes sont regroupées au sein d'une poule unique où elles s'affrontent deux fois, à domicile et à l'extérieur. Le club en tête du classement se qualifie pour la finale nationale.
- Tournoi clôture : les douze équipes sont regroupés au sein d'une poule unique où elles s'affrontent deux fois, à domicile et à l'extérieur. Le club en tête du classement se qualifie pour la finale nationale, sauf s'il a déjà remporté le tournoi ouverture, auquel cas il est automatiquement sacré champion.

Un classement cumulé des deux tournois permet de déterminer le club relégué et celui qui doit participer au barrage de promotion-relégation face au deuxième de Segunda División, ainsi que le troisième club qualifié en Copa Libertadores (place réservée au club le mieux placé du classement cumulé).
C'est le club d'Universitario de Deportes, tenant du titre, qui remporte à nouveau la compétition après avoir gagné le tournoi Ouverture puis battu l'Alianza Lima en finale nationale. C'est le 23e titre de champion du Pérou de l'histoire du club.

## Les clubs participants
| - Alianza Lima - Sport Boys - Cienciano del Cusco - Universitario de Deportes - Unión Minas - Club Centro Deportivo Municipal | - Alianza Atlético - FBC Melgar - Sporting Cristal - International Marine Incorporated FC - Promu de Segunda División - Deportivo Pesquero - Juan Aurich |

## Compétition
Le barème utilisé pour établir les différents classements est le suivant :
- Victoire : 3 points
- Match nul : 1 point
- Défaite, forfait ou abandon : 0 point

### Tournoi Ouverture
| Rang | Équipe                                | Pts | J  | G  | N | P  | Bp | Bc | Diff |
| ---- | ------------------------------------- | --- | -- | -- | - | -- | -- | -- | ---- |
| 1    | Universitario de DeportesT            | 50  | 22 | 15 | 5 | 2  | 35 | 15 | +20  |
| 2    | Alianza Lima                          | 46  | 22 | 14 | 4 | 4  | 51 | 20 | +31  |
| 3    | Sporting Cristal                      | 41  | 22 | 11 | 8 | 3  | 50 | 23 | +27  |
| 4    | Cienciano del Cusco                   | 35  | 22 | 10 | 5 | 7  | 32 | 25 | +7   |
| 5    | FBC Melgar                            | 33  | 22 | 9  | 6 | 7  | 35 | 27 | +8   |
| 6    | Sport Boys                            | 30  | 22 | 7  | 9 | 6  | 29 | 30 | -1   |
| 7    | Unión Minas                           | 25  | 22 | 6  | 7 | 9  | 29 | 29 | 0    |
| 8    | Alianza Atlético                      | 25  | 22 | 6  | 7 | 9  | 25 | 38 | -13  |
| 9    | Club Centro Deportivo Municipal       | 21  | 22 | 5  | 6 | 11 | 22 | 36 | -14  |
| 10   | International Marine Incorporated FCP | 19  | 22 | 5  | 4 | 13 | 22 | 55 | -33  |
| 11   | Juan Aurich                           | 18  | 22 | 4  | 6 | 12 | 21 | 38 | -17  |
| 12   | Deportivo Pesquero                    | 15  | 22 | 2  | 9 | 11 | 18 | 43 | -25  |

|  | Vainqueur du tournoi Ouverture et qualification pour la finale nationale |
|  | T : Tenant du titre P : Promu de Segunda División                        |

### Tournoi Clôture
| Rang | Équipe                                | Pts | J  | G  | N | P  | Bp | Bc | Diff |
| ---- | ------------------------------------- | --- | -- | -- | - | -- | -- | -- | ---- |
| 1    | Alianza Lima                          | 47  | 22 | 14 | 5 | 3  | 47 | 18 | +29  |
| 2    | Universitario de DeportesT            | 42  | 22 | 12 | 6 | 4  | 44 | 24 | +20  |
| 3    | Sport Boys                            | 39  | 22 | 11 | 6 | 5  | 32 | 25 | +7   |
| 4    | Sporting Cristal                      | 38  | 22 | 11 | 5 | 6  | 46 | 31 | +15  |
| 5    | FBC Melgar                            | 36  | 22 | 11 | 3 | 8  | 44 | 30 | +14  |
| 6    | Unión Minas                           | 28  | 22 | 7  | 7 | 8  | 43 | 39 | +4   |
| 7    | Alianza Atlético                      | 27  | 22 | 7  | 6 | 9  | 36 | 28 | +8   |
| 8    | Cienciano del Cusco -3                | 27  | 22 | 7  | 9 | 6  | 27 | 27 | 0    |
| 9    | Juan Aurich                           | 27  | 22 | 8  | 3 | 11 | 26 | 32 | -6   |
| 10   | Deportivo Pesquero                    | 20  | 22 | 4  | 8 | 10 | 17 | 38 | -21  |
| 11   | Club Centro Deportivo Municipal       | 18  | 22 | 5  | 3 | 14 | 20 | 54 | -34  |
| 12   | International Marine Incorporated FCP | 10  | 22 | 1  | 7 | 14 | 12 | 52 | -40  |

|  | Vainqueur du tournoi Clôture et qualification pour la finale nationale |
|  | T : Tenant du titre P : Promu de Segunda División                      |

- Cienciano del Cusco reçoit une pénalité de 3 points pour avoir aligné un joueur non-qualifié lors de la rencontre face au Sporting Cristal.

### Classement cumulé
| Rang | Équipe                               | Pts | J  | G  | N  | P  | Bp | Bc  | Diff |
| ---- | ------------------------------------ | --- | -- | -- | -- | -- | -- | --- | ---- |
| 1    | Alianza LimaClo                      | 93  | 44 | 28 | 9  | 7  | 98 | 38  | +60  |
| 2    | Universitario de DeportesOuv         | 92  | 44 | 27 | 11 | 6  | 79 | 39  | +40  |
| 3    | Sporting Cristal                     | 79  | 44 | 22 | 13 | 9  | 96 | 54  | +42  |
| 4    | FBC Melgar                           | 69  | 44 | 20 | 9  | 15 | 79 | 57  | +22  |
| 5    | Sport Boys                           | 69  | 44 | 18 | 15 | 11 | 61 | 55  | +6   |
| 6    | Cienciano del Cusco                  | 65  | 44 | 17 | 14 | 13 | 59 | 52  | +7   |
| 7    | Unión Minas                          | 53  | 44 | 13 | 14 | 17 | 72 | 68  | +4   |
| 8    | Alianza Atlético                     | 52  | 44 | 13 | 13 | 18 | 71 | 66  | +5   |
| 9    | Juan Aurich                          | 45  | 44 | 12 | 9  | 23 | 47 | 70  | -23  |
| 10   | Club Centro Deportivo Municipal      | 39  | 44 | 10 | 9  | 25 | 42 | 90  | -48  |
| 11   | Deportivo Pesquero                   | 35  | 44 | 6  | 17 | 21 | 35 | 81  | -46  |
| 12   | International Marine Incorporated FC | 29  | 44 | 6  | 11 | 27 | 34 | 107 | -73  |

|  | Qualification pour la Copa Libertadores 2000 (vainqueur d'un tournoi)     |
|  | Qualification pour la Copa Libertadores 2000 (par le biais du classement) |
|  | Participation au barrage de promotion-relégation                          |
|  | Relégation en Segunda División                                            |
|  | T : Tenant du titre P : Promu de Segunda División                         |

### Barrage de promotion-relégation
| Équipe 1           | Résultat      | Équipe 2                 |
| ------------------ | ------------- | ------------------------ |
| Deportivo Pesquero | 2 - 2 4-3 tab | (D2) América Cochahuayco |

- Les deux clubs se maintiennent dans leur championnat respectif.

### Match pour le titre
| Équipe 1                  | Résultat | Équipe 2     | Aller | Retour |
| ------------------------- | -------- | ------------ | ----- | ------ |
| Universitario de Deportes | 3 - 1    | Alianza Lima | 3 - 0 | 0 - 1  |

## Bilan de la saison
| Championnat du Pérou de football 1999 |                                       |
| Champion                              | Universitario de Deportes (23e titre) |
| Qualifications continentales          |                                       |
| Copa Libertadores 2000                | Universitario de Deportes             |
| Copa Libertadores 2000                | Alianza Lima                          |
| Copa Libertadores 2000                | Sporting Cristal                      |
| Promotions et relégations             |                                       |
| Promus en Primera División            | Deportivo UPAO                        |
| Relégués en Segunda División          | International Marine Incorporated FC  |